# リチャード・G・ヴォージ
リチャード・ジョージ・"ディック"・ヴォージ（Richard George "Dick" Voge, 1904年5月4日-1948年）は、アメリカ海軍の軍人、最終階級は少将。主に潜水艦畑を歩み、太平洋戦争劈頭のフィリピンの戦いで早々に乗艦を失った。戦争後半は潜水部隊のスタッフに転じ、「裏方」として戦争を勝利に導く手助けをした。

## 生涯
“ディック”ことリチャード・ジョージ・ヴォージは、1904年5月4日にイリノイ州シカゴで生まれた。シカゴのハリソン技術高校を経て海軍兵学校（アナポリス）に進み、1925年6月に卒業。この世代は、卒業年次から「アナポリス1925年組」と呼称された。卒業後は装甲巡洋艦ピッツバーグ (USS Pittsburgh, ACR-4) に少尉候補生として配属され、1929年までの3年間乗艦する。乗艦中の1927年には国共内戦を経験。ピッツバーグがヨーロッパおよび極東の配備から帰国したあと、ヴォージはコネチカット州ニューロンドンの潜水学校に進み、受講後は海軍生活のほとんどの期間を潜水艦とともに過ごすこととなった。
1931年1月から1932年6月まではS-29 (USS S-29, SS-134) の艦長を務め、1932年7月から1933年9月の間はグレートレイクス海軍訓練施設で訓練教官、1933年9月から1935年6月まではアナポリスで船舶工学の教官を務めた。その後はS-18 (USS S-18, SS-123) およびS-33 (USS S-33, SS-138) の艦長、ロングアイランドのバルドウィンにある海軍軍需品工場勤務を経て、1939年9月から1940年1月の間は駆逐艦ローワン (USS Rowan, DD-405) の艦長を務めた。
1940年2月、中佐に昇進したヴォージはアジア艦隊に配属されるシーライオン (USS Sealion, SS-195) の艦長に就任し、マニラに向かう。以後、マニラを拠点として行動し、1941年12月8日の開戦を迎える。フィリピンに対する日本の攻撃は、まず空から行われた。12月10日、第十一航空艦隊（塚原二四三中将）指揮下の第一航空隊に属する九六式陸攻27機がカヴィテ海軍工廠とマニラ港を爆撃した。当時、オーバーホール中のシーライオンは桟橋寄りのシードラゴン (USS Seadragon, SS-194) 、外側の掃海艇ビッターン (USS Bittern, AM-36) にはさまれて係留されていた。空襲時、シーライオンではヴォージと当直見張りが艦橋で上空を哨戒していたが、空襲が始まるとヴォージと見張りは艦内に退避した。直後、シーライオンは2発の直撃弾を受ける。司令塔後方と機関室後方に被弾し、乗組員4名が戦死した。また、破片でシードラゴンの将校1名も戦死した。シーライオンは後方に着底しつつ右に傾き、修理を行う状況ではなかったため放棄と処分が決まり、かくしてシーライオンは、第二次世界大戦で喪失した最初のアメリカ潜水艦となった。開戦2日目にして事実上乗艦を失ったヴォージであるが、すぐさま代艦として同型のセイルフィッシュ (USS Sailfish, SS-192) があてがわれた。12月17日以降、ヴォージはセイルフィッシュの艦長として4回の哨戒を行い、攻め寄せてくる日本軍との対決に追われた。5月の珊瑚海海戦と6月のミッドウェー海戦で痛恨の打撃を日本に与えるまで、潜水艦は日本に痛打を与えるほぼ唯一の存在であり、太平洋での戦いの行く末に明るい展望を与えた。ヴォージの艦長としての軍歴は、セイルフィッシュが1942年8月1日にフリーマントルに帰投して終わりを告げた。艦長としての具体的な戦果としては、1942年3月2日に特設航空機運搬艦加茂川丸（東洋海運、6,440トン）を撃沈し、7月9日に陸軍輸送船青葉山丸（三井物産、8,811トン）を撃破した。
1942年8月、ヴォージは太平洋艦隊潜水部隊の作戦兼情報担当参謀に就任する。1942年4月以降アメリカ海軍潜水部隊は大きく3つに分けられ、その時点で真珠湾の部隊はロバート・H・イングリッシュ少将（アナポリス1911年組）が指揮し、アジア艦隊潜水部隊の流れを汲む部隊のうちフリーマントルの部隊はチャールズ・A・ロックウッド少将（アナポリス1912年組）、ブリスベンの部隊はラルフ・W・クリスティ少将（アナポリス1915年組）がそれぞれ率いていた。このうちクリスティは、頻発していた魚雷の問題に対処させるため本国に呼び戻され、ヴォージが参謀に就任した時点ではジェームズ・ファイフ少将（アナポリス1918年組）が司令官となっていた。一方、海軍情報局を筆頭とする情報機関は日本やドイツの暗号解読に全力をあげた。太平洋関連で言えば、1942年7月に太平洋地域情報センターが設置され、傍受された諜報はセンター内の様々な部課を経て太平洋艦隊に届けられた。ヴォージの役割はイングリッシュの幕僚として諜報担当者とじかに接触し、得られた情報を行動中の潜水艦に伝達すること、また、潜水艦からの情報を諜報担当者に伝達することであった。1943年に入って早々にイングリッシュが航空事故で殉職してロックウッドが後任となったが、任務は変わらなかった。
一見大言壮語のようにも聞こえるが、ヴォージはロックウッドとともに中部太平洋方面で行動する潜水艦の行動を事実上差配していた。対潜機雷の敷設に関する情報を入手すれば、安全な抜け穴が見つかるまで当該海域での行動を控えさせ、重要艦船がトラック諸島などの根拠地に出入りするという情報をつかめば、至近の潜水艦に迎撃するよう指示を出した。1943年以降、「マル・コード」と呼称された日本海軍の商船関連の暗号書である「海軍暗号書S」の解読に成功すると、ヴォージは「マル・コード」と日本商船から傍受された緊急電報を大いに活用して潜水艦の配置を決定し、味方の通商破壊戦に利益をもたらした。また、ヴォージは指揮下の潜水艦が空母を撃沈することにこだわりを見せ、1943年12月に、かつて艦長を務めたセイルフィッシュが空母冲鷹を含む日本艦隊を迎撃できる位置にいることを知ると、セイルフィッシュに迎撃を命じた上で「空母を撃沈できる」と吹聴してまわり、この見解に疑念を示していた太平洋艦隊情報参謀のウィルフレッド・J・ホルムズ少佐との間で1ドルを賭けることとなった。セイルフィッシュは1943年12月14日に冲鷹を撃沈し、賭けに負けたホルムズ少佐は「セイルフィッシュのために」と書き添えた1ドルの小切手をヴォージに贈呈したが、ヴォージはその小切手を換金せず額縁に収めて飾り物とした。ヴォージとホルムズ少佐ら諜報担当者との接触は、1945年1月24日に潜水部隊司令部のグアム前進とともに終わりを告げた。これに先立つ1943年7月20日には大佐に昇進して、ワシントンD.C.の海軍作戦部の情報参謀を兼ねる。1945年6月の日本海におけるバーニー作戦の立案も、ロックウッドとともに行った。
終戦後の1946年11月1日、ヴォージは少将に名誉進級して退役した。著述家セオドア・ロスコーが書いた "United States Submarine Operetions in World War II" に文を寄せたり手直しを行ったほか、運用と管理の面から見た太平洋戦争におけるアメリカ潜水艦の戦いに関する書物を執筆する意思があったが、2年後の1948年にニューヨーク州ポート・チェスターのユナイテッド・ホスピタルで心臓発作により死去した。死去の月日は不明で、43歳か44歳で没と言われている。
ガーシア級フリゲートの一艦であるヴォージ (USS Voge, FF-1047) は、ヴォージの名を記念して命名された。

## ヴォージと阿波丸事件
1945年4月1日にアメリカの潜水艦クイーンフィッシュ (USS Queenfish, SS-393) が日本の緑十字船阿波丸（日本郵船、11,249トン）を撃沈したいわゆる阿波丸事件に関しては、ヴォージはロックウッドと同じように阿波丸の動きが、対潜機雷堰にアメリカ潜水艦を呼び込むかのように見えて疑念を示した。また、阿波丸を撃沈したクイーンフィッシュの艦長のチャールズ・E・ラフリン少佐（アナポリス1933年組）については、「生存者を探していたわけだから、故意にやったわけではなかろう」という見解を示し、さらにはラフリン少佐を海軍における司法制度や日米双方からのあらゆる錯誤から来る誤解が生んだ犠牲者であると位置づけ、ロスコーとともに手段を尽くして事件を曖昧にすることに力を注いだ。南カリフォルニア大学のロジャー・ディングマン教授は、ヴォージがラフリン少佐を「純粋な英雄に仕立て上げた」張本人としている。
ちなみに潜水艦宛の電文は上述のようにヴォージを介して送信されており、ヴォージは単に電文に目を通すばかりでなく自ら電文を起草することもあったが、阿波丸事件直前に関して言えば、ヴォージはフィリピンへ出張中で司令部には不在であり、副官が電文を起草した。副官が起草した電文はヴォージのものと比べて要点が抜けているなど拙いものだったらしく、電文を読んだラフリン少佐はこうつぶやいたという。「生まれてから、こんなあほうな電文は見たことがない」。

## 記録
|                    | 出撃地         | 出撃日         | 日数 | 戦時中認定の戦果 隻数/トン数 | JANAC認定の戦果 隻数/トン数 | 哨戒区域                   |
| ------------------ | -------------- | -------------- | ---- | ---------------------------- | --------------------------- | -------------------------- |
| セイルフィッシュ-2 | マニラ         | 1941年12月21日 | 55   | 0 / 0                        | 0 / 0                       | 台湾近海                   |
| セイルフィッシュ-3 | チラチャップ   | 1942年2月19日  | 28   | 0 / 0                        | 1 / 6,440                   | 小スンダ列島近海           |
| セイルフィッシュ-4 | フリーマントル | 1942年4月22日  | 28   | 0 / 0                        | 0 / 0                       | コレヒドール島（特別任務） |
| セイルフィッシュ-5 | フリーマントル | 1942年6月13日  | 49   | 1 / 7,000                    | 0 / 0                       | インドシナ半島近海         |